# 帕卡
帕卡（英語：Paccar Inc），是美国财富500强公司，和世界最大的中型和重型卡车制造商之一，也有制造轻型和中型车辆。 PACCAR在2006年被授予美國国家技术勋章(National Medal of Technology)。在华盛顿州兰顿，PACCAR是仍在運營的最古老的企业。 2013年6月该厂还庆祝了它的20周年纪念日；自1993年工廠开始运作已生产了超过13輛萬重型和中型Kenworth卡车。

## 历史

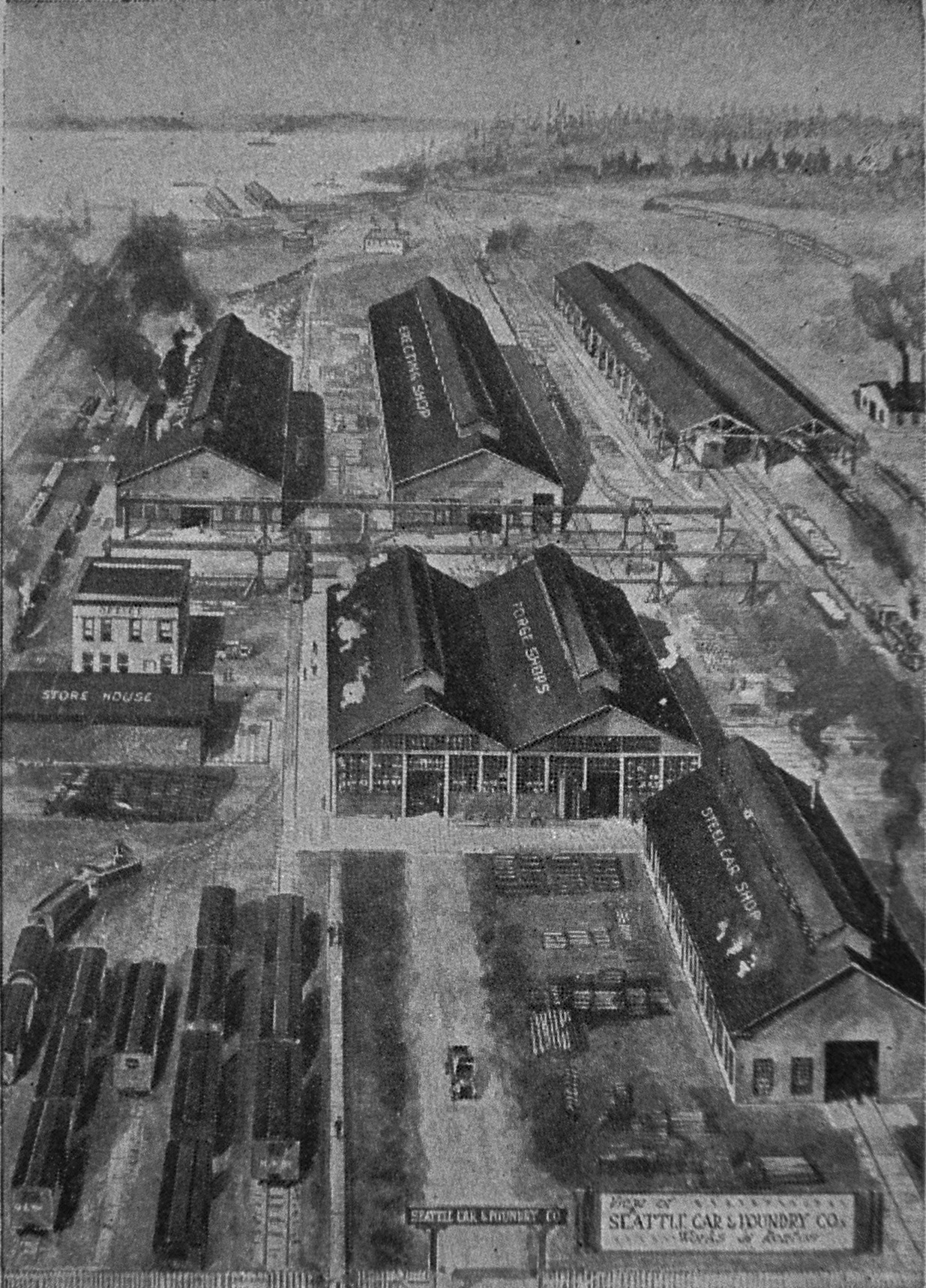
Seattle Car and Foundry在伦顿的工作情況（1916年）

PACCAR原名Seattle Car Manufacturing Company，在1905年，由William Pigott, Sr. 以资本10 000美元成立。其原始业务是生产铁路和记录设备。1909年，因爲其Duwamish工廠為趕及應付大量的订单而毁于火灾，该公司在兰顿建立了一个新的工厂。1917年，公司與俄勒岡州波特蘭的Twohy Brothers合并；Twohy Brothers是它當時在西岸唯一的竞争对手；同時，公司更名为Pacific Car and Foundry Company。接下来的几年该公司专门设计刹车，無頂的车辆、冷藏货车车厢，用于运输易腐物品和供卡车使用的拖车。该公司还制造手工製钢架，用于建築，並套用在多个西雅图建筑。在1924年，创始人Willian Pigott把公司控制權售給American Car and Fondry公司。 在1934年，他的儿子Paul Pigott重新获得了公司大部分的控制。
在1930年代大萧条時，尽管股票市场崩溃，该公司的收益上升，但大萧条加深、令Pacific Car在西北部業務受挫。後來公司取得政府合同，提供钢铁用于建造Lacey V. Murrow紀念大橋，也从其他公司接收订单。

### 第二次世界大战期间
在第二次世界大战期间，Pacific Car的销售額增加，由於用于飞机、机场、桥梁、军舰、高速公路和其他设备的钢材需求增加。公司提供建设美国的基础设施的物資来支持战争。公司也为波音公司承包建造B-17轰炸机機翼。在1942年春天，公司还为美国陆军製造M4A1坦克。公司可以自己铸造几乎所有坦克的零件。其他车辆包括M25运输车和T28超重型坦克。Everett-Pacific造船和船坞公司成立于1942年，为埃弗雷特加德纳港湾的美国海军建造船只和其他海洋产品。它在1944年被Pacific Car收購。

### 战后

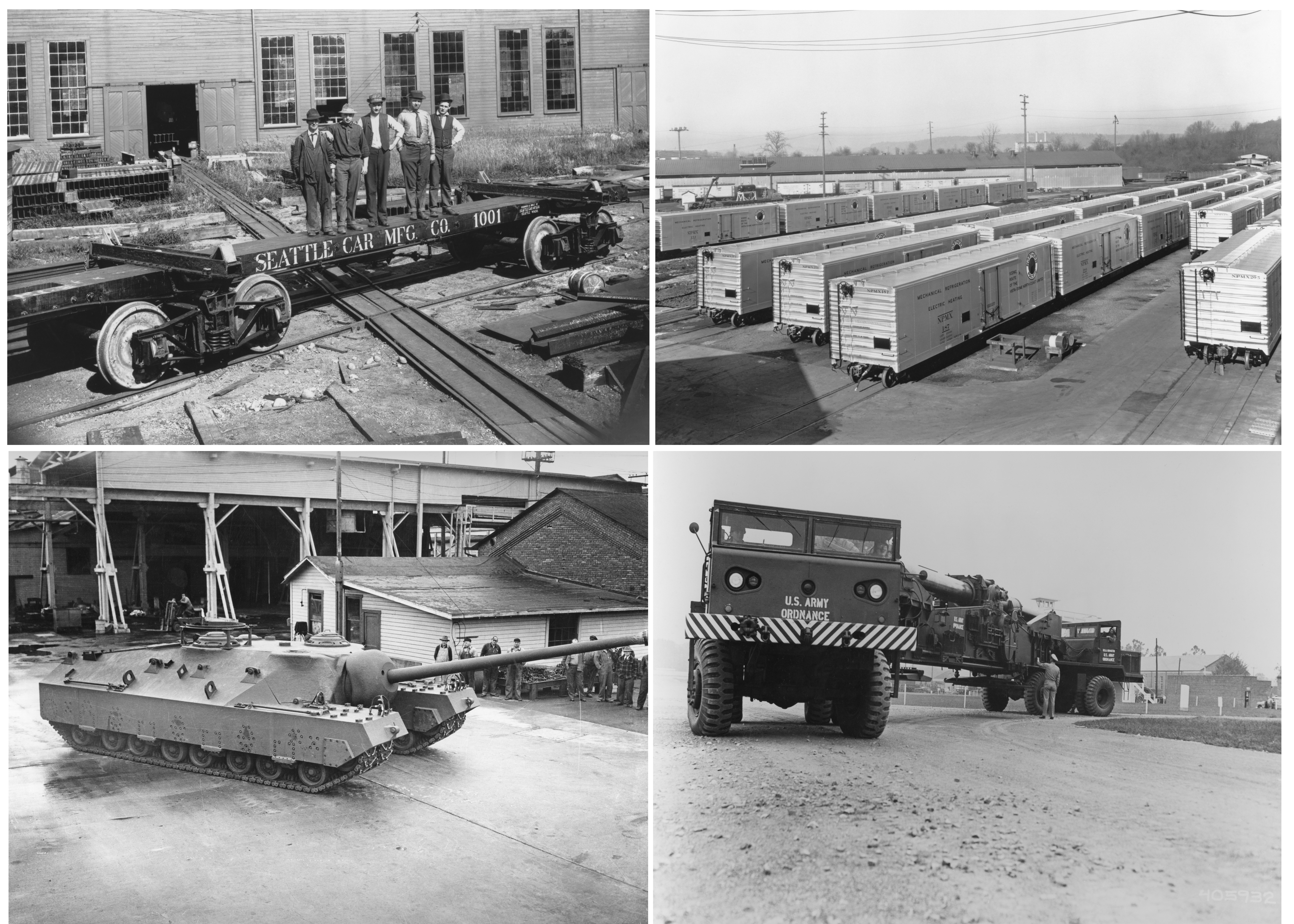
佩卡的历史(1900年代)。 顺时针，从上：西雅图的制造中的汽车(1909年)， 铁路车 (1950年)， 肯沃斯 T-10卡车和 T28超重型坦克 (第二次世界大战)

第二次世界大战结束后,Pacific Car是联邦政府的动员计划的一部分,这意味着它承诺在全国进入紧急状态時投入100%的设施生产軍事器材。该公司在韓戰期間是其中一个生产坦克的主要承包商。Pacific Car把合約中在細分和分包給很多中小企业。1945年，Pacific Car收购Kenworth汽车公司。Kenworth自1923年成立以来一直在西雅图生产卡车。二战期间，Kenworth生产卡车、飞机配件和为美军提供配件。战争结束后Kenworth将注意力转移到战后商业卡车的生产市场。1956年Kenworth失去了独立地位，正式成为直属Pacific Car的一个部门。
1954年，Pacific Car收购了密苏里州堪萨斯城的Dart Truck Company和加州奥克兰的Peterbilt汽车公司。Dart主要建造重型越野卡车和特种车辆；而Peterbilt就生产各种的卡车和公共汽车，並一直是Kenworth的主要竞争对手。Pacific Car製造了用于构建Seattle-First National Bank总部和1961年的西雅图太空针塔的鋼材。该公司為纽约的世界贸易中心双子塔提供了5668塊钢面板，重达58000吨，構成主要的承重墙。這些钢面板經由铁路从西雅图到纽约市，動用超过1600個車卡。Pacific Car是为世界贸易中心提供了钢才的13間公司的最大承包商。

### 从1970年代到1990年代的挑战
尽管1974年经济严重放缓，PACCAR的销售額在整个1970年代继续增加。PACCAR在1975年收購Wagner Mining Company，這家公司主要建造地下采矿车辆。1975年，收購了International Car Company。1980年，收購了英国卡车制造商Foden Trucks。PACCAR International于1972年成立，以出口其產品至全球各地。PACCAR技术中心于1980年在华盛顿州弗农山庄成立，作为研究和测试设施。技术中心每年4月舉行开放日。1983年，International Car在俄亥俄州肯特的部門遭解散。1983年，PACCAR Rail Leasing在兰顿和贝尔维尤的部門被解散。1986年，Pacific Car and Foundry改名为PACCAR防御系统部门。在1984年PACCAR实现了历史上创纪录的销售額 - 22.5亿美元。
在1980年代中期，由于受Freightliner卡車的竞争，PACCAR Class 8卡车所占的份额下降到18%。这种竞争迫使PACCAR关闭Kenworth位於堪萨斯城的组装工厂和Peterbilt位於加州纽瓦克的工厂。1986年，PACCAR以6500万美元收购位于加州嘉丁拿的石油勘探设备制造商Trico Industries。在1980年代中期，PACCAR与Rover集团商討收購其英国的利蘭卡车，但Rover最後决定改為把它出售予DAF卡车。1984年和1989年Dart Truck Company和Wagner Mining Equipment Company再次被出售。1987年，PACCAR收购了Al’s Auto Supply和Grand Auto Incorporated，並进入汽车零件及配件零售市场。

### 1990年代
PACCAR Parts在1992年成立。同年，PACCAR购买Wood Group ESP 21%的股份。1993年，PACCAR收购重型设备制造商Caterpillar的部分產品綫。同年，PACCAR在华盛顿開設新工厂，以满足增加中的卡车的需求。1994年，公司开始在新西兰销售產品，並第一次进入亚洲和南美洲市場。1995年，PACCAR在墨西哥開設全资子公司VILPAC, S.A.。到1994年，PACCAR已成爲世界上其中一個最大的工业绞车制造商。
PACCAR Inter national向40多個國家銷售卡車，在1995年已經是北美最大的貨物出口商之一。1993年6月4日，華盛頓Renton的Kenworth卡車廠開業。1997年，Mark Pigott接任公司的Executive Chairman一職，以接替於1997年退休的Charles Pigott。1996年和1998年，該公司以5.43億美元收購位於荷蘭的DAF卡車和Leyland卡車，追回80年代中期首次提出的收購。這次收購的部分資金來源於1997年向EVI出售Trico Industries。PACCAR的財務和租賃子公司在1990年代末表現良好。1998年，PACCAR收購了英國的Leyland Trucks，其輕型和中型卡車（6至44公噸）的設計和製造權。憑藉其Peterbilt，Kenworth和DAF品牌，PACCAR旗下品牌的卡車在美國的產量中排名第二，僅次戴姆勒公司；在全球排第三。其他主要的重型卡車競爭對手包括納威司達和富豪。

### 2000年代
2010年，PACCAR為北美推出了PACCAR MX發動機系列。 PACCAR投資4億美元在密西西比州哥倫布的PACCAR發動機工廠和技術中心組裝專用發動機。。
2013年，PACCAR在巴西Ponta Grossa開設了一家新的DAF工廠，擴大了其全球業務。該公司佔地569英畝，組裝設施佔地300,000平方英尺，投資了3.2億美元。該工廠為南美市場組裝DAF XF和CF車輛。
2017年，PACCAR在加利福尼亞州桑尼維爾市宣布了其矽谷創新中心（Silicon Valley Innovation Center）。該中心負責協調下一代產品開發工作，並確定有助於未來汽車性能的新興技術。

## 子公司
- Peterbilt（英语：Peterbilt）
- Kenworth（英语：Kenworth）
- DAF卡車
- 利蘭卡車
- PACCAR Winch
- PacLease
- PACCAR Parts

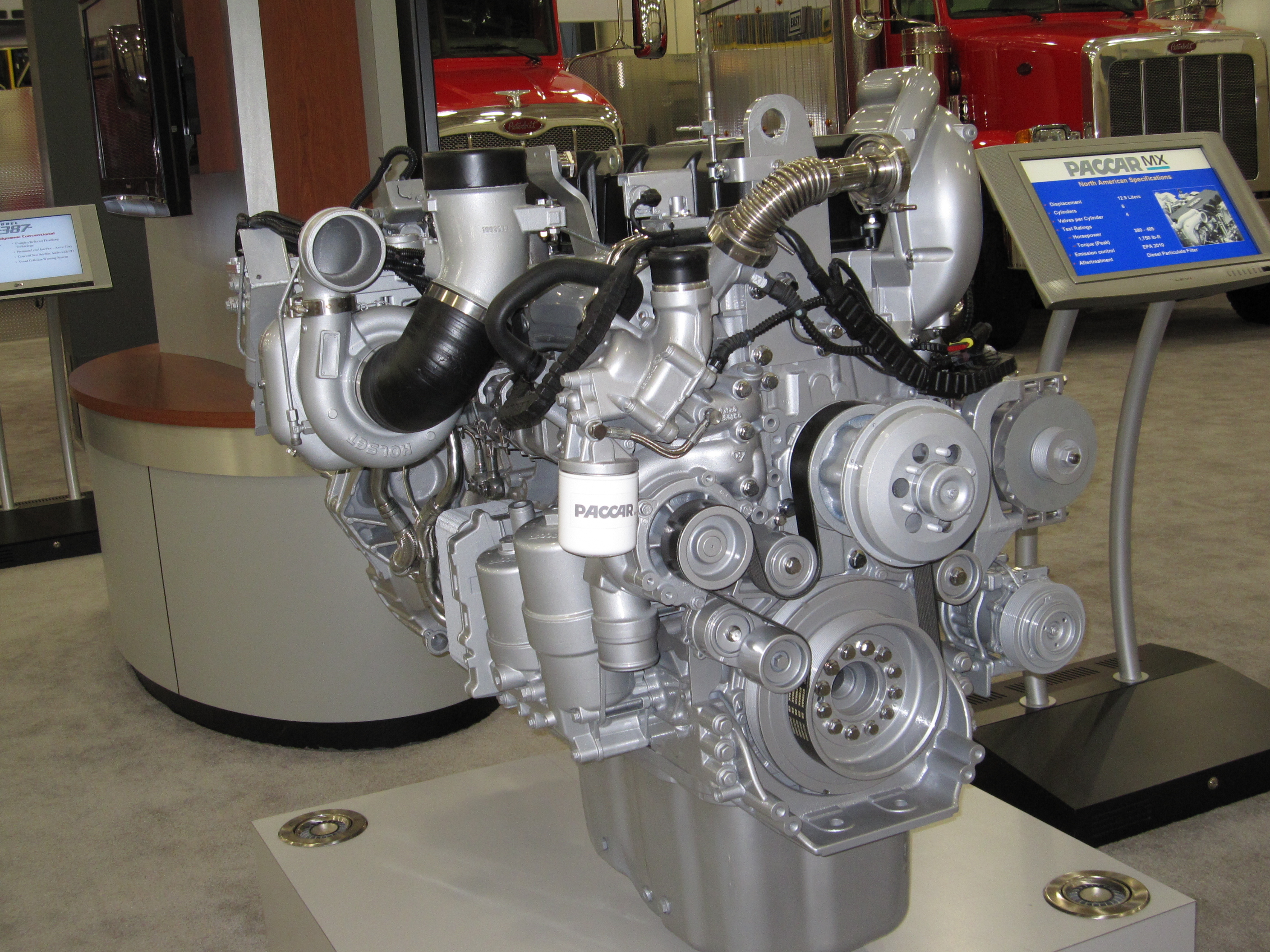
Paccar MX 引擎

- PACCAR Financial Corp
- PACCAR Global Sales
- PACCAR ITD
- Dynacraft
- PACCAR技術中心

## 前子公司
- Pacific Car and Foundry[69]
- International Car Co Division

## 業務收入
| 财政年度 | 收入(亿美元) |
| -------- | ------------ |
| 2014年   | 18.99        |
| 2013年   | 17.12        |
| 2012年   | 17.06        |
| 2011年   | 16.36        |
| 2010年   | 10.29        |
| 2009年   | 8.09         |
| 2008年   | 14.97        |
| 2007年   | 15.22        |

## 另見
- Kenworth（英语：Kenworth）
- Peterbilt（英语：Peterbilt）
- DAF卡車
- Pacific卡車（英语：Pacific Trucks）
- 半拖車（英语：Semi-trailers）
- VDL巴士
- G-numbers（英语：List of U.S. military vehicles by supply catalog designation）
- Mark Pigott（英语：Mark Pigott）
- Daimler
- Murphy-Hoffman（英语：Murphy-Hoffman Company）
- 富豪卡車
- 塔塔汽車